# Bnei Sakhnin
Bnei Sakhnin F.C. (Hebraico:איחוד בני סכנין‎, Ihud Bnei Sakhnin, Árabe:اتحاد أبناء سخنين, Ittihad Bnei Sakhnin, literalmente Filhos Unidos de Sakhnin), é um clube de futebol israelita. Fundado em 1991, tem sede m Sakhnin e é o clube formado por Árabes israelenses mais bem sucedidos do futebol do país. Ganhou a copa do estado de Israel em 2004.

## Títulos
- :Copa do Estado de Israel:1993/94

## Performance na 1ª divisão
| 1st | 0 | 7th  | 0 |
| 2nd | 0 | 8th  | 0 |
| 3rd | 0 | 9th  | 0 |
| 4th | 1 | 10th | 2 |
| 5th | 0 | 11th | 0 |
| 6th | 0 | 12th | 1 |

## Grandes jogadores da história do clube
- Abbas Suan
- Ilya Yavruyan
- Gabriel Lima
- Ricks Tebets

## Treinadores
- Azmi Nassar (1999–00)
- Momi Zafran (2002)
- Eyal Lahman (2003–04)
- Momi Zafran (2006)
- Elisha Levy (July 1, 2006 – June 30, 2008)
- Freddy David (July 1, 2008 – 2008)
- Eyal Lahman (2008–09)
- Eran Kulik (2009 – Oct 19, 2009)
- Marco Balbul (Oct 21, 2009 – June 30, 2010)
- Yuval Naim (July 1, 2010 – Aug 11, 2010)
- Haim Levy (2010)
- Slobodan Drapić (2010–11)
- Shlomi Dora (April 4, 2011 – March 10, 2013)
- Marco Balbul (March 11, 2013 – June 19, 2014)
- Guy Levy (June 19, 2014)
- Eli Cohen (2014–16)
- Yossi Abuksis (2016–presente)